# Henry Simmons
Henry Oswald Simmons (Stamford, 1970. július 1. –) amerikai színész. 
Legismertebb alakítása Alphonso "Mack" Mackenzie A S.H.I.E.L.D. ügynökei című sorozatban. A New York rendőrei című sorozatban szerepel.

## Fiatalkora
1970. július 1-én született Stamfordban. Szülei, Aurelia tanárnő és Henry Simmons Sr. adóhivatalnok fia. Két testvére van, az ikertestvére és egy nővére. Kosárlabdaösztöndíjat kapott a Franklin Pierce Egyetemre, ahol üzleti diplomát szerzett.
Amíg a Franklin Pierce Egyetemre járt, színházzal kísérletezett. Az egyetem elvégzése után rövid ideig egy Fortune 500 vállalatnál dolgozott Stamfordban. Mivel elégedetlen volt a munkájával, Simmons New Yorkba költözött, és elkezdett színészetet tanulni.

## Pályafutása
Első komolyabb szerepe a New York rendőrei című sorozatban volt. 2014-ben a Tomboló bosszúvágy című filmben szerepelt. 2014 és 2020 között A S.H.I.E.L.D. ügynökei című sorozatban volt főszereplő. 2022-ben a Cherish the Day című sorozatban Ellis Morant alakította.

## Magánélete
2010 májusában feleségül vette Sophina Brown színésznőt.

## Filmográfia

### Filmek
| Év   | Magyar cím                    | Eredeti cím            | Szerep                 | Magyar hang     |
| ---- | ----------------------------- | ---------------------- | ---------------------- | --------------- |
| 1994 | Harlemi ziccer                | Above the Rim          | Starnes                |                 |
| 1997 |                               | Coincidents            | Tiger                  |                 |
| 1999 |                               | On the Q.T.            | Peter                  |                 |
| 1999 | Tavaszi hó                    | Let It Snow            | Mitch Jennings         |                 |
| 2002 |                               | A Gentleman's Game     | Walter Kane            |                 |
| 2004 | Amerikai taxi                 | Taxi                   | Jesse                  | Gesztesi Károly |
| 2005 | Tor-túra                      | Are We There Yet?      | Carl                   |                 |
| 2005 |                               | Lackawanna Blues       | Jesse                  |                 |
| 2006 | Ilyen még nem volt            | Something New          | Kyle                   |                 |
| 2006 | Családi gubancok              | Madea's Family Reunion | Issac                  |                 |
| 2006 |                               | The Insurgents         | Marcus                 |                 |
| 2007 |                               | South of Pico          | Dr. Walter Chambers    |                 |
| 2009 | A világ legjobb apukája       | World's Greatest Dad   | Mike Lane              | Maday Gábor     |
| 2009 |                               | Georgia O'Keeffe       | Jean Toomer            |                 |
| 2011 |                               | From the Rough         | Kendrick Paulsen Jr.   |                 |
| 2012 | Superman szemben az Elitekkel | Superman vs. The Elite | Efrain Baxter (hangja) |                 |
| 2013 |                               | Stalkers               | Cliff Wagner           |                 |
| 2014 | Tomboló bosszúvágy            | No Good Deed           | Jeffery Granger        | Sarádi Zsolt    |
| 2014 |                               | Saint Francis          | Peter                  |                 |
| 2015 |                               | Two Bellmen            | Ivan                   |                 |
| 2015 |                               | Synapse                | 805 ügynök             |                 |
| 2018 |                               | Bedtime Story          | Terapeuta              |                 |

### Televíziós szerepek
| Év         | Magyar cím                               | Eredeti cím                       | Szerep                    | Megjegyzések                                 |
| ---------- | ---------------------------------------- | --------------------------------- | ------------------------- | -------------------------------------------- |
| 1994       |                                          | Saturday Night Live               | Johnny                    | 1 epizód                                     |
| 1994       |                                          | The Cosby Mysteries               | Kevin Lewis               | 1 epizód                                     |
| 1994, 1995 |                                          | New York Undercover               | Jackson / Trapp           | 2 epizód                                     |
| 1997–1999  |                                          | Another World                     | Tyrone Montgomery         | főszereplő                                   |
| 2000–2005  | New York rendőrei                        | NYPD Blue                         | Baldwin Jones             | főszereplő                                   |
| 2004       | Spartacus                                | Spartacus                         | Draba                     | minisorozat magyar hangja Welker Gábor       |
| 2006       |                                          | Pepper Dennis                     | Curtis Wilson             | mellékszereplő                               |
| 2006–2008  | Shark – Törvényszéki ragadozó            | Shark                             | Issac Wright              | főszereplő magyar hangja Barabás Kiss Zoltán |
| 2009       |                                          | The Cleaner                       | Bobby Carmichael          | 1 epizód                                     |
| 2009       | CSI: Miami helyszínelők                  | CSI: Miami                        | Andrew Ballard            | 1 epizód                                     |
| 2009       |                                          | Raising the Bar                   | Howard                    | 1 epizód                                     |
| 2011       |                                          | Let's Stay Together               | Mike                      | 1 epizód                                     |
| 2011       |                                          | Man Up                            | Grant Sweet               | főszereplő                                   |
| 2012       | Haláli zsaruk                            | Common Law                        | Morgan Watkins            | 1 epizód magyar hangja Sótonyi Gábor         |
| 2013       | Dr. Csont                                | Bones                             | Tom Molnor                | 1 epizód                                     |
| 2013       |                                          | Second Generation Wayans          | Baron 'The Truth' Fouse   | mellékszereplő                               |
| 2013       |                                          | Coogan Auto                       | Louis                     | 1 epizód                                     |
| 2013–2014  | Ravenswood, az elátkozott város          | Ravenswood                        | Simon Beaumont            | mellékszereplő magyar hangja Bognár Tamás    |
| 2014       |                                          | Transparent                       | Derek                     | 1 epizód                                     |
| 2014       | Végzetes bizonyíték                      | Reckless                          | Dr. Charles Briggs        | 1 epizód                                     |
| 2014       | Esküdt ellenségek: Különleges ügyosztály | Law & Order: Special Victims Unit | Shakir Wilkins            | 1 epizód                                     |
| 2014–2020  | A S.H.I.E.L.D. ügynökei                  | Agents of S.H.I.E.L.D.            | Alphonso "Mack" Mackenzie | főszereplő magyar hangja Kálid Artúr         |
| 2016       |                                          | Agents of S.H.I.E.L.D.: Academy   | önmaga                    | 1 epizód                                     |
| 2016       |                                          | Agents of S.H.I.E.L.D.: Slingshot | Alphonso "Mack" Mackenzie | 1 epizód                                     |
| 2022       | Dinasztiák                               | Dynasty                           | Kevin                     | 2 epizód                                     |
| 2022       |                                          | Cherish The Day                   | Ellis Moran               | főszereplő                                   |